# Roger Calves
Roger Calves (né le 12 août 1921 à Athis-Mons et mort le 17 avril 2009 à Neuilly-sur-Seine) est un expert philatélique et marchand de timbres français.

## Biographie
Roger Calves entre dans la vie active aux PTT de 1941 à 1943.
En 1943, il est employé par l'expert et marchand de timbres Aimé Brun dans sa boutique du Palais-Royal. Il devient un expert reconnu par la profession puisqu'il participe à la section d'expertise des expositions internationales Philatec de 1964 et d'Arphila en 1975. Il exerce également auprès d'administrations françaises, d'entités et d'entreprises, y compris en Allemagne où il obtient le titre de Bundesprüfer.
Installé au 8 de la rue Drouot, à Paris, il est spécialisé dans l'évaluation des collections. Il authentifie également des variétés de timbre-poste (erreurs de couleurs, mention non imprimée, etc.) ou des utilisations sur courrier telles que le collectionneur veut s'assurer qu'elle n'est pas l'objet d'un faussaire. Son expertise est réputée au point que les marchands de timbres français ont l'habitude de signaler « Signé Calves » dans leurs publicités lorsqu'ils proposent à la vente des variétés authentifiées par Calves à l'aide de sa griffe d'expertise. 
Sa notoriété dépasse d'ailleurs largement le cadre national : elle s'étend à des pays aussi lointains que la Russie ou l'Argentine, où le nom de Calves est souvent celui du premier ou seul expert international connu. Il le doit à son extraordinaire longévité de 63 ans dans la profession, sans doute aussi à ses colères, légendaires, qui frappaient les esprits et donnaient couleur et lisibilité à son personnage.
Il a également participé à plusieurs œuvres philatéliques comme l'émission Télé-Philatélie, les catalogues Yvert et Tellier et Cérès.
Le 20 juin 1965, il est élu membre de l'Académie de philatélie et siège au fauteuil 27. Il a été président de la Chambre française des négociants et experts en philatélie de 1991 à 1998,.
Cependant, après sa mort le 17 avril 2009, l'expertise est reprise par son fils Christian Calves .

## Œuvres
- Dossier « L'expertise en question », « Les méthodes de deux experts passées à la loupe : Jean-François Brun et Roger Calves. Tous deux formés à l'école d'Aimé Brun », article paru dans L'Écho de la timbrologie, juin 2002.